# مردیت مک‌ری
مردیت مک‌رِی (انگلیسی: Meredith MacRae؛ ۳۰ مهٔ ۱۹۴۴ – ۱۴ ژوئیهٔ ۲۰۰۰) بازیگر و خواننده اهل ایالات متحده آمریکا بود.
از فیلم‌ها یا مجموعه‌های تلویزیونی که وی در آن‌ها نقش داشته است، می‌توان به بتمن: مجموعه پویانمایی، بلاگردان، کارآگاه راکفورد، بیکینی بیچ و بیچ پارتی اشاره نمود.